# تشارلز تشونغ
تشارلز تشونغ (بالإنجليزية: Charles Chun)‏ هو ممثل أمريكي، ولد في 28 فبراير 1967 بنيويورك في الولايات المتحدة.

## أعمال

### أفلام
- (2006) مهمة مستحيلة 3[4]
- (2014) المقابلة[5]

### مسلسلات
- كيف قابلت أمكما

## وصلات خارجية
- تشارلز تشونغ على موقع IMDb (الإنجليزية)
- تشارلز تشونغ على موقع قاعدة بيانات الفيلم (الإنجليزية)